# Legió VII Gèmina
|  | Aquest article tracta sobre la legió romana, per consultes sobre la ciutat romana vegeu Legio VII Gemina (ciutat) |

Legio VII Gemina (Λεγίων ζ Γερμανική) va ser una legió romana reclutada per Galba a Hispània, i per això alguna vegada es va dir VII Galbiana. Hi havia una altra Legio VII que s'anomenava Legió VII Claudia.
Probablement el nom original de la legió era Legio VII Germanica (ja que a la legió es va fusionar a una de germànica) i més tard el nom complet va ser Legio VII Gemina Felix. Va servir a Panònia i durant la guerra civil de l'any dels quatre emperadors Vespasià la va establir a Hispània per cobrir l'absència de la Legió VI Victrix i la Legió X Gemina, dues de les tres legions estacionades normalment a Hispània que havien estat enviades a Germània. Un destacament important de la legió (vexillatio) era estacionat a Tarraco. A les inscripcions s'esmenta a la legió a més a més com P.F. Antoniana, P. F. Alexandrina i P. F. Severiana Alexandrina.
Va fer front a dues expedicions mauritanes, la primera entre els anys 171 i 173 i la segona entre el 175 i el 178. L'existència de la legió a la zona va impedir la conquesta de la regió pels gots fins a l'any 586. L'any 197 va participar en la batalla de Lugdúnum al costat de Septimi Sever, que es veié consolidat com a emperador.